# Die Wahrheit vor Augen
Die Wahrheit vor Augen oder auch Die Wahrheit vor Augen: Eine Dokumentation (englisch Liking What You See: A Documentary) ist eine Science-Fiction-Novelette des US-amerikanischen Schriftstellers Ted Chiang. Diese beschreibt in Form einer Sammlung vieler kurzer Texte aus Interviews oder Beschreibungen eine Welt, in welcher die Wahrnehmung modifiziert werden kann, sodass alle Menschen gleich attraktiv wirken, sowie positive und negative Auswirkungen auf die menschliche Interaktion. Die Novelette war für den Locus Award und den Otherwise Award (ehemals James Tiptree Jr. Award) im Jahr 2003 nominiert gewesen. Ted Chiang lehnte im Jahr 2003 eine Nominierung der Kurzgeschichte für den Hugo Award ab, da die Fertigstellung wegen Zeitdruck nicht genau so geworden ist, wie von ihm beabsichtigt. In deutscher Übersetzung von Michael Plogmann erschien die Kurzgeschichte in Pandora, Fall 2007. Shayol #73 im Jahr 2007.

## Handlung
Calliagnosia ist eine umkehrbare Prozedur, welche alle Menschen gleich attraktiv aussehen lässt. Tamera Lyons ist eine Studentin im ersten Semester an der Universität Pembleton, welche mit Calliagnosia aufgewachsen ist und über eine Umkehr nachdenkt, um einmal das Leben ohne dessen Modifikation zu erleben. Trotzdem benutzt sie weiterhin Filter bei Telefonaten mit ihrem Ex-Freund Garett, welchen sie zurückgewinnen will. Zudem steht an der Universität Pembleton eine Wahl zur Benutzung von Calliagnosia an und zahlreiche Studenten äußern sich zu den Vor- und Nachteilen. Dazu gehören gerechte Behandlung ohne Diskriminierung und gesteigertes Selbstbewusstsein, aber auch ein gestörtes Verständnis für Ästhetik im Institut für Kunst sowie menschliche Interaktion. Nach einer passionierten Rede gegen Calliagnosia stellt sich heraus, dass die Vortragende die Aufnahmen sowie insbesondere sich selbst mit der Technologie modifiziert hat und dadurch weitaus kompetenter wahrgenommen wurde. Tamera Lyons ist nun über ihren Ex-Freund Garett hinweg und zieht eine erneute Aktivierung von Calliagnosia in Betracht.